# ارکستر فیلارمونیک هلسینکی

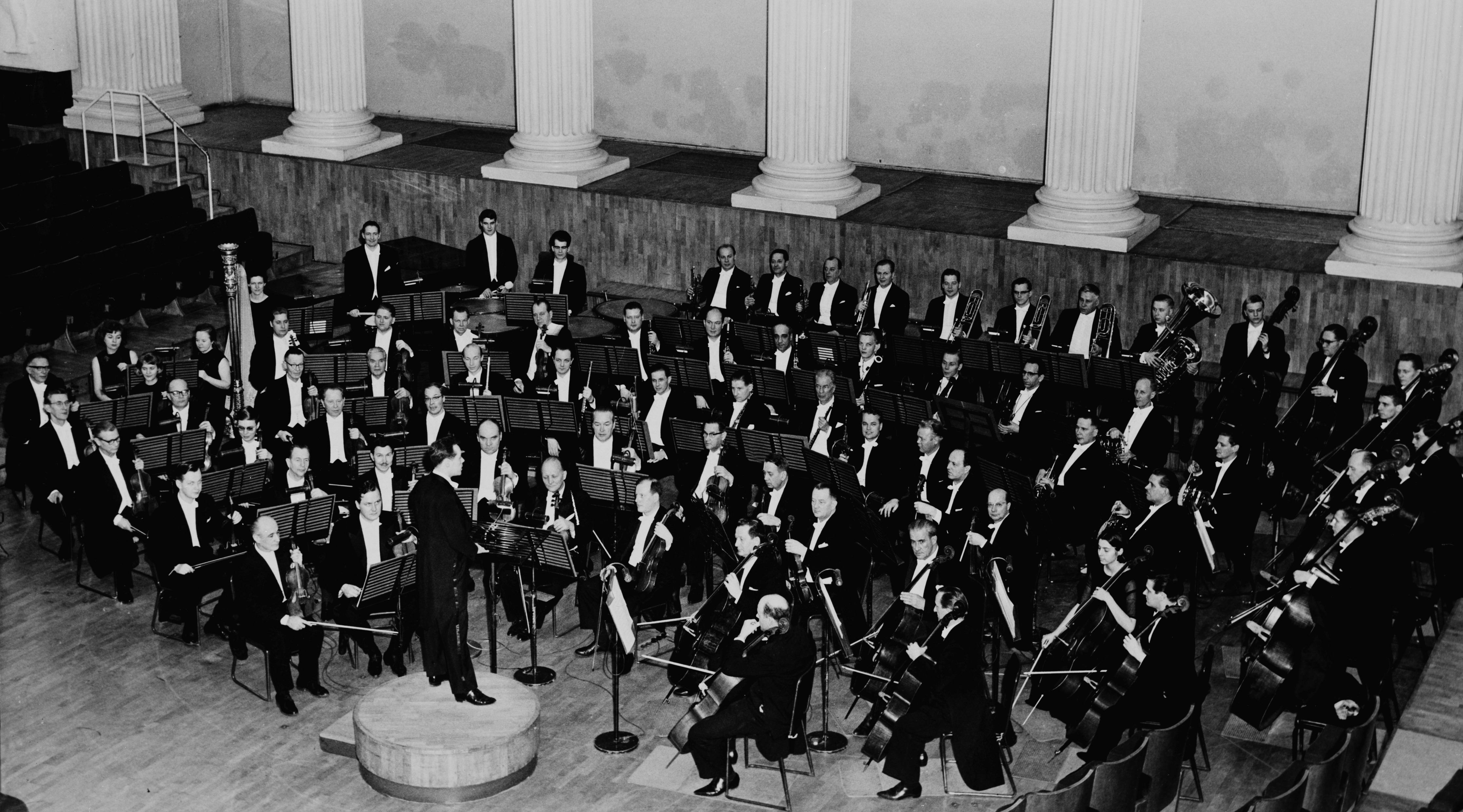
ارکستر در سال ۱۹۶۵، به رهبری یورما پانولا.

ارکستر فیلارمونیک هلسینکی (انگلیسی: Helsinki Philharmonic Orchestra)(فنلاندی:Helsinginkaupunginorkesteri, سوئدی: Helsingfors stadsorkester) ارکستر فنلاندی مستقر در هلسینکی است. مکان اصلی برگزاری کنسرت آن در مرکز موسیقی هلسینکی است.

## پیشینه
در سال ۱۸۸۲، با حمایت دو بازرگان دوستدار هنر، روبرت کایانوس ارکستر را به عنوان انجمن ارکسترال هلسینکی تأسیس و به مدت۵۰ سال به عنوان رهبر ارشد آن فعالیت کرد. این اولین ارکستر دائمی در کشورهای شمال اروپا بود. در سال ۱۹۱۴، این مجموعه با گروه رقیب خود، ارکستر سمفونیک هلسینکی ادغام شد و نام فعلی خود را به دست آورد. این مجموعه تا سال ۱۹۶۲ نیز به عنوان ارکستر اپرای ملی فنلاند فعالیت می‌کرد.

## رهبران ارکستر
- روبرت کایانوس (۱۸۸۲–۱۹۳۲)
- گئورگ اسنئوویگ (۱۹۱۴–۱۹۱۶; ۱۹۳۲–۱۹۴۰)
- آرماس یارنفلت (۱۹۴۲–۱۹۴۳)
- مارتی سیمیلا (۱۹۴۵–۱۹۵۱)
- تاونو هاینیکاینن (۱۹۵۱–۱۹۶۳)
- یورما پانولا (۱۹۶۵–۱۹۷۲)
- باوو وریلوند (۱۹۷۵–۱۹۷۹)
- اولف سودربلوم (۱۹۷۸–۱۹۷۹)
- اوکو کامو (۱۹۸۱–۱۹۸۸)
- سرجیو کمیشنا (۱۹۹۰–۱۹۹۳)
- لیف سگرستام (۱۹۹۵–۲۰۰۷)
- جان استورگوردز (۲۰۰۸–۲۰۱۵)
- سوزانا ملککی (۲۰۱۶–تاکنون)[۵]